# سیاهرودپشته
سیاهرودپشته، روستایی از توابع بخش مرکزی شهرستان رودبار در استان گیلان ایران است.

## جمعیت
این روستا در دهستان رستم‌آباد شمالی قرار دارد و براساس سرشماری مرکز آمار ایران در سال ۱۳۸۵، جمعیت آن ۱۵۲ نفر (۴۱خانوار) بوده‌است. روستای سیاهرود پشته در همسایگی روستاهای متعددی قرار دارد از جمله: هرکیان، خولک، رشته رود ، اسکلک و کمی دورتر از روستای مازیان و نقله بر میباشد؛ که از نظر بکر بودن جز روستاهای زیبای منطقه رودبار (رستم آباد شمالی) میباشد.